# Ivan Maraš
Ivan Maraš (cyr. Иван Мараш; ur. 20 kwietnia 1986 w Titogradzie) – czarnogórski koszykarz grający na pozycjach silnego skrzydłowego lub środkowego, reprezentant kraju, obecnie zawodnik Okapi Aalstar.
21 października 2018 został zawodnikiem BM Slam Stali Ostrów Wielkopolski.
4 lipca 2019 dołączył do belgijskiego Okapi Aalstar.

## Osiągnięcia
Stan na 19 lutego 2019, na podstawie, o ile nie zaznaczono inaczej.
Drużynowe
- Mistrz:
  - Białorusi (2015, 2016)
  - Bahrajnu (2014)
  - Czarnogóry (2007–2009)
- Wicemistrz Serbii (2011)
- Zdobywca pucharu:
  - Czarnogóry (2007–2010)
  - Cypru (2013)
  - Polski (2019)[6]
- Uczestnik rozgrywek:
  - EuroChallenge (2008–2010)
  - FIBA Europe Cup (2015/2016)
- 4. miejsce podczas mistrzostw ligi belgijskiej (2012)

Indywidualne
- MVP pucharu Cypru (2013)
- Zaliczony do I składu ligi białoruskiej (2016)

Reprezentacja
- Mistrz Europy U–20 (2006)
- Brązowy medalista mistrzostw Europy U–20 (2005)
- Uczestnik:
  - Eurobasketu:
    - 2011 – 21. miejsce
    - dywizji B (2009)

  - kwalifikacji do:
    - mistrzostw świata (2017)
    - Eurobasketu (2015, 2017 – 13. miejsce)